# 2024年雅法槍擊案
當地時間2024年10月1日，2名巴勒斯坦武裝組織哈馬斯槍手在以色列特拉維夫雅法發動襲擊。7名平民被殺，17人受傷。2名槍手被一名武裝平民和一名保安擊斃。

## 背景
自2023年哈馬斯襲擊以色列以來，以色列與以佔約旦河西岸之間的緊張局勢持續升溫。該襲擊共造成約1200人死亡，並綁架約251名人質。自襲擊發生後，以色列和以佔約旦河西岸已發生多宗襲擊，約40名以色列公民和安全人員因此喪生。
2023年11月30日，2名疑似哈馬斯成員的武裝分子在耶路撒冷本-古里安大道旁的公交車站開火，造成3人死亡，數人受傷。一名以色列平民尤瓦爾·卡斯爾曼拔出個人武器擊斃一名槍手，隨後趕到的以色列國防軍士兵誤將他認為是武裝分子，將其擊斃。卡斯爾曼當時已放下武器並舉手高喊「我是以色列人，不要開槍」。

## 襲擊
槍擊事件發生前，2名襲擊者經女性入口進入阿努扎清真寺，將行李藏在清真寺浴室內，並威脅在場的禮拜者不要離開。有會眾表示，其中一名襲擊者持M16突擊步槍推開門，朝人群大喊：「誰都不能出去！出去就死路一條！」隨後會眾關上門並報警。

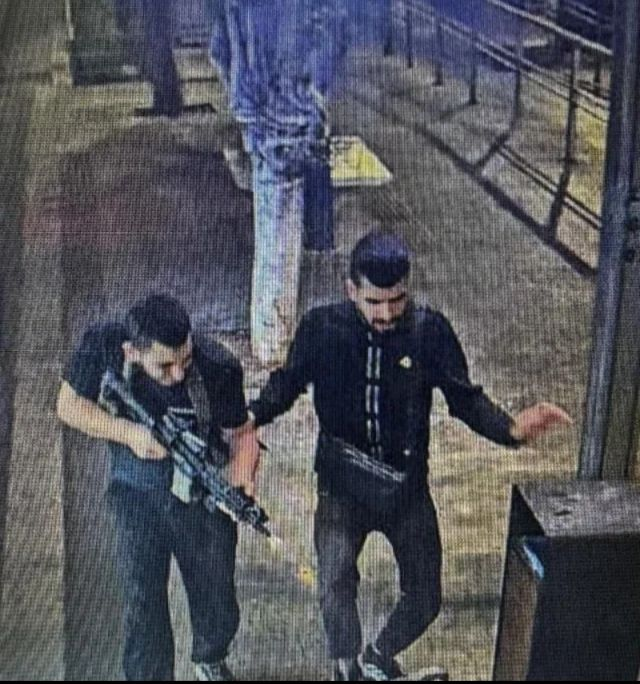
襲擊中的兩名襲擊者照片

約在晚上7點，2名男子手持槍支和匕首在雅法特拉維夫輕鐵埃利希站附近向行人開火，造成數名平民受傷。紅大衛盾會報告稱，他們於7點01分接獲有民眾遭槍擊的通報。
初步報告顯示，襲擊涉及耶路撒冷大道、耶費街和加沙街三個地點。一位目擊者表示，事發前這兩名男子看似平常，其中一人持有M16突擊步槍，另一人則穿著一件紀念哈馬斯人質事件的Polo衫並佩戴相應徽章。
調查顯示，2名襲擊者從輕鐵列車上在耶路撒冷大道站下車後，立即取出槍支隨機掃射。
一名路人列夫·克萊特曼和一名保安立刻回擊，迅速將槍手擊斃。據報克萊特曼是以色列地面部隊預備役士兵，剛結束在加沙的半年部署，且是2023年10月7日雷姆音樂節大屠殺的倖存者。

## 傷亡情況
襲擊共造成7人死亡、17人受傷，死者中有3名外籍人士，分別來自希臘、格魯吉亞及摩爾多瓦，年齡介於24至42歲。傷者已被送往沃爾夫森醫療中心及特拉維夫蘇拉斯基醫療中心。

## 襲擊者
襲擊者為2名來自被以佔約旦河西岸希伯倫的哈馬斯成員，分別為穆罕默德·查拉夫·薩哈爾·拉賈布和哈桑·穆罕默德·哈桑·塔米米，年齡分別為19歲和25歲。哈馬斯伊宰·丁·卡桑烈士旅於翌日聲稱對此事負責。

## 後續
以色列國防軍對希伯倫進行封鎖，並宣佈拘留並審訊數人，懷疑他們協助襲擊者，包括購買作案步槍，並協助其無證進入以色列本土。
5天後，貝爾謝巴巴士總站發生另一場槍擊案，襲擊者持槍並用刀襲擊，造成1人死亡、13人受傷，襲擊者最終被以色列國防軍士兵擊斃。

## 反應
以色列總理本雅明·內塔尼亞胡就此次襲擊以及伊朗對以色列的導彈襲擊發表講話，向遇害者家屬表示哀悼，並祝福傷者早日康復。
以色列國家安全部長伊塔馬爾·本-格維爾針對導彈襲擊表示，將在內閣會議中主張不再進行外交和遏制，而是徹底打擊武裝分子。本-格維爾視察槍擊現場，並聲稱附近的清真寺可能有襲擊者參與，並表示若屬實，他將下令關閉並摧毀該清真寺。擁有未來議員梅拉芙·本-阿里則批評本-格維爾的言論，稱其「威脅雅法的阿拉伯公民」，並認為「他應該將他的種族歧視帶到別處」。
以色列財政部長貝扎萊爾·斯莫特里奇則表示，會在當天的內閣會議中提議將襲擊者的家屬驅逐至加沙，並摧毀他們的住所 。